# Élection présidentielle sierra-léonaise de 2007
Une élection présidentielle  a eu lieu en 2007 au Sierra Leone. Le premier tour a été organisé le 11 août 2007, en même temps que les élections législatives.

## Résultats du premier tour
Ernest Bai Koroma du Congrès de tout le peuple (APC), est arrivé en tête avec 44,3 % des voix devant le vice-président sortant, Solomon Berewa (Parti du peuple de Sierra Leone, SLPP) qui obtient 38,3 %. Charles Margai, fondateur du Mouvement populaire pour le changement démocratique (PMDC, dissident du SLPP) est arrivé en troisième position avec 13,9 %.

## Second tour
Le second tour de l’élection s’est déroulé le 8 septembre 2007. Ernest Bai Koroma a été élu président avec 54,6 % des voix, contre 45,4 % pour le  vice-président sortant Solomon Berewa. Le scrutin  s’est déroulé dans le calme. Le taux de participation a atteint 68,09 %.